# Helmut Himpel
Helmut Himpel (Schönau im Schwarzwald, 14 settembre 1907 – Berlino, 13 maggio 1943) è stato un dentista tedesco, membro del gruppo antifascista Orchestra Rossa. Insieme alla fidanzata Maria Terwiel, si occupò della distribuzione di volantini e opuscoli per il gruppo, in particolare dei sermoni di Clemens August Graf von Galen del luglio e dell'agosto 1941. Un secondo volantino distribuito dalla coppia, relativo all'Aktion T4, denunciò le uccisioni dei malati tramite eutanasia, costringendo Hitler a bloccare il programma.

## Biografia

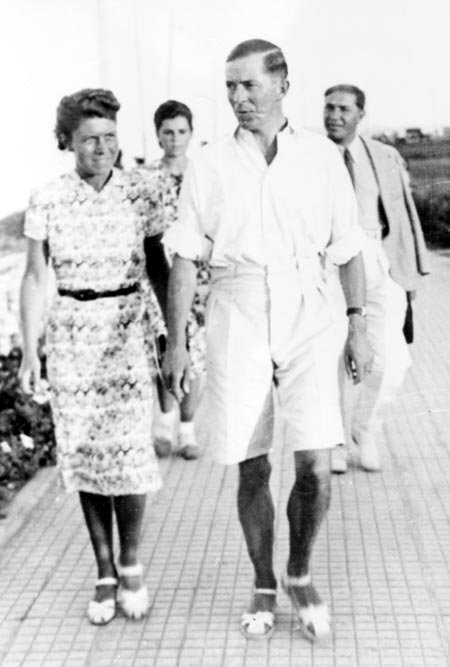
Maria Terwiel e Helmut Himpel

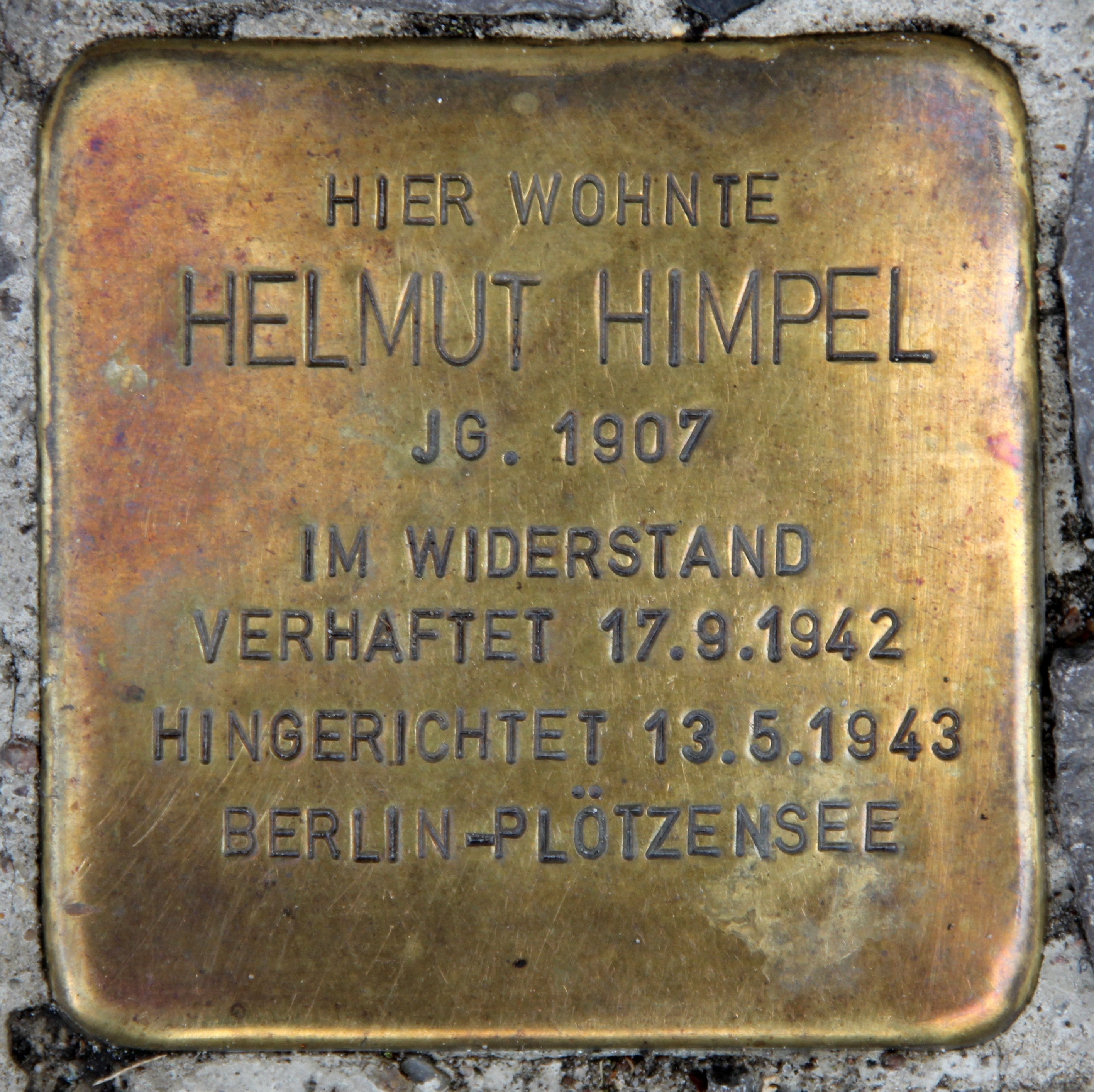
Pietra d'inciampo a Berlino

Studiò ingegneria all'Università di Karlsruhe e nel 1926 entrò a far parte della confraternita nota come Karlsruher Burschenschaft Teutonia. In seguito studiò odontoiatria a Friburgo e a Monaco di Baviera, durante gli studi conobbe la futura fidanzata Maria Terwiel. Alla coppia non fu permesso di sposarsi per via delle leggi di Norimberga, dato che Maria fu classificata come mezza ebrea. Dopo il conseguimento del dottorato, entrambi si trasferirono a Berlino dove aprì uno studio dentistico intorno al 1937. Helmut ebbe successo come dentista: tra i suoi pazienti c'erano molti membri del corpo diplomatico, attori e artisti, come Heinz Rühmann.
Durante gli anni del regime nazista curò segretamente, e gratuitamente, i pazienti ebrei e le vittime della persecuzione nazista: offrì cure a domicilio per i pazienti ebrei che non potevano recarsi nel suo studio medico e influenzò anche gli esami di idoneità per il servizio militare con lo scopo di far evitare ai coscritti l'impiego al fronte. Un suo paziente, lo scrittore comunista John Graudenz, nel 1939 mise in contatto la coppia con il gruppo della resistenza più numeroso in città, incentrato sulle coppie Adam e Greta Kuckhoff, Harro e Libertas Schulze-Boysen, Arvid e Mildred Harnack.
Il 17 febbraio 1942, gli Himpel distribuirono diverse centinaia di copie dell'opuscolo Die Sorge um Deutsch-lands Zukunft geht durch das Volk scritto da Harro Shulze-Boysen, John Rittmeister e John Sieg. Anche Helmut e Maria furono attivamente coinvolti: parteciparono nella protesta contro la mostra Il paradiso sovietico (in tedesco Das Sowjet-Paradies), si trattò della mostra organizzata dai nazisti con l'esplicito scopo di giustificare l'invasione dell'Unione Sovietica agli occhi del popolo tedesco. Nella notte del 17 maggio 1942, la coppia, insieme ad altri 17 membri del gruppo, tra cui Schulze-Boysen, Ursula Goetze, Liane Berkowitz, Otto Gollnow e Friedrich Rehmer, attraversò cinque quartieri di Berlino per attaccare gli adesivi preparati allo scopo.

## Arresto
Il 17 settembre 1942, Helmut e Maria furono arrestati a Berlino. Helmut fu processato dal Reichskriegsgericht, il 26 gennaio 1943 fu condannato a morte per "preparazione all'alto tradimento e favoreggiamento del nemico". Il 13 maggio 1943 fu giustiziato per impiccagione nella prigione di Plötzensee. Maria fu processata il 26 gennaio 1943 dal Reichskriegsgericht e condannata a morte anche lei per "preparazione all'alto tradimento e favoreggiamento del nemico". Fu ghigliottinata nella prigione di Plötzensee il 5 agosto 1943.